# Baulius tenuis
Baulius tenuis is een keversoort uit de familie snoerhalskevers (Anthicidae). De wetenschappelijke naam van de soort is voor het eerst geldig gepubliceerd in 1851 door LeConte als Anthicus tenuis. Thomas L. Casey noemde de soort in 1895 de typesoort van het nieuwe geslacht Baulius. De kever komt voor in woestijnachtige gebieden van het westen van Texas tot het zuiden van Californië.